# Úlcera genital

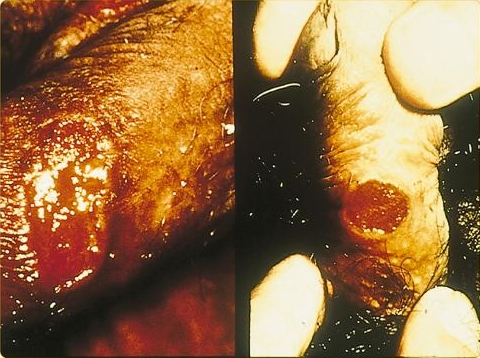
Donovanose em pênis

Úlcera genital é uma lesão caracterizada por solução de continuidade (ferida aberta) da pele da área genital, acompanhada de processo inflamatório, que pode ser doloroso ou indolor e freqüentemente se associa com nódulos linfáticos inflamados (linfadenopatia) regional.
A úlcera genital de etiologia sexualmente transmissível pode aumentar a transmissibilidade da síndrome da imunodeficiência adquirida (AIDS), cicatrizar e parecer curada, passando do estágio primário para o de sífilis latente tardia ou evoluir como lesão mutilante.

## Causas

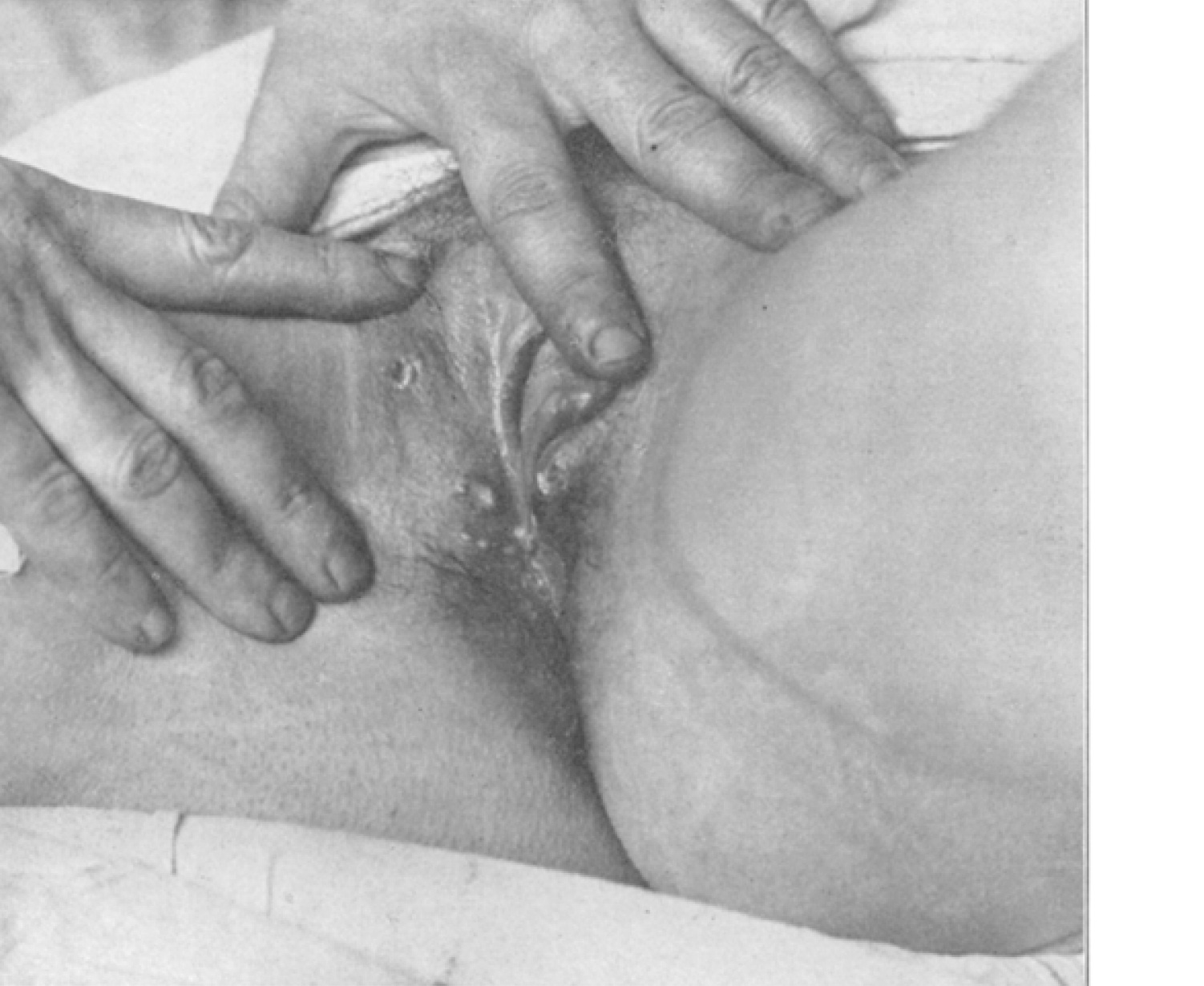
Úlceras de Lipschutz em vulva

As causas mais frequentes são doenças sexualmente transmissíveis como:
- Herpes simples (geralmente por HSV tipo 2, mas o tipo 1 também causa)
- Sífilis (Treponema pallidum)
- Cancroide (Haemophilus ducreyi)
- Linfogranuloma venéreo (Chlamydia trachomatis)

Causas infecciosas menos frequentes incluem:
- Donovanose/Granuloma inguinal (Klebsiella granulomatis)
- Molusco contagioso (vírus do Molluscum contagiosum)
- Úlcera de Lipschütz (talvez Eppstein-Barr ou Citomegalovirus)

Causas não infecciosas incluem:
- Queimadura
- Psoríase
- Síndrome de Behçet

## Diagnóstico
Os seguintes testes devem ser considerados em todos os pacientes:
- Testes sorológicos para sífilis (VDRL) e microscopia de campo escuro ou teste direto de anticorpos fluorescentes para Treponema pallidum,
- Teste de reação em cadeia da polimerase (PCR) para o vírus herpes simplex,
- Cultura ou PCR para Haemophilus ducreyi,
- Cultura, imunofluorescência direta ou detecção de ácido nucleico para Chlamydia trachomatis.

## Prevenção
As DSTs podem ser prevenidas com uso de camisinha. Duchas vaginais aumentam o risco de infecção e portanto devem ser evitadas. O uso de lubrificante previne lesões que servem de porta de entrada pra infecções. Deve-se avisar os parceiros sexuais para que se tratem também evitando novas infecções.

## Tratamento
Para cada causa há um tratamento diferente.